# Cattedrale di Nostra Signora Assunta (Savona)
Il duomo di Savona, in cui il nome ufficiale è cattedrale di Nostra Signora Assunta, è il principale luogo di culto della città di Savona, in Liguria, sede vescovile della diocesi di Savona-Noli.

## Storia
Un'antica cattedrale esisteva dal IX secolo. Nel 1528 Savona si era arresa alle truppe genovesi che avevano conquistato la città e occupato la parte più antica dell'abitato sulla collina del Priamar. Negli anni immediatamente successivi, i genovesi costruirono un'imponente fortezza su tale sito, demolendo sistematicamente tutti gli antichi edifici compresa la vecchia cattedrale del IX secolo, dapprima sconsacrata e poi definitivamente distrutta nel 1595. 
Per tali ragioni nel 1559 papa Paolo IV aveva eletto la vicina e vecchia chiesa di San Francesco a cattedrale, il cui chiostro esiste ancora sul lato destro dell'attuale cattedrale. Nel 1584 si iniziò la costruzione dell'odierna cattedrale dedicata quindi a San Francesco e fu terminata nel 1605. Solo in seguito il titolo passò a Nostra Signora Assunta. 
Nel giugno del 1816 fu elevata al rango di basilica minore.
Nel dicembre 2024 il complesso monumentale della cattedrale e della cappella Sistina è entrato a far parte del nuovo Polo museale di Savona.

## Descrizione

### Architettura

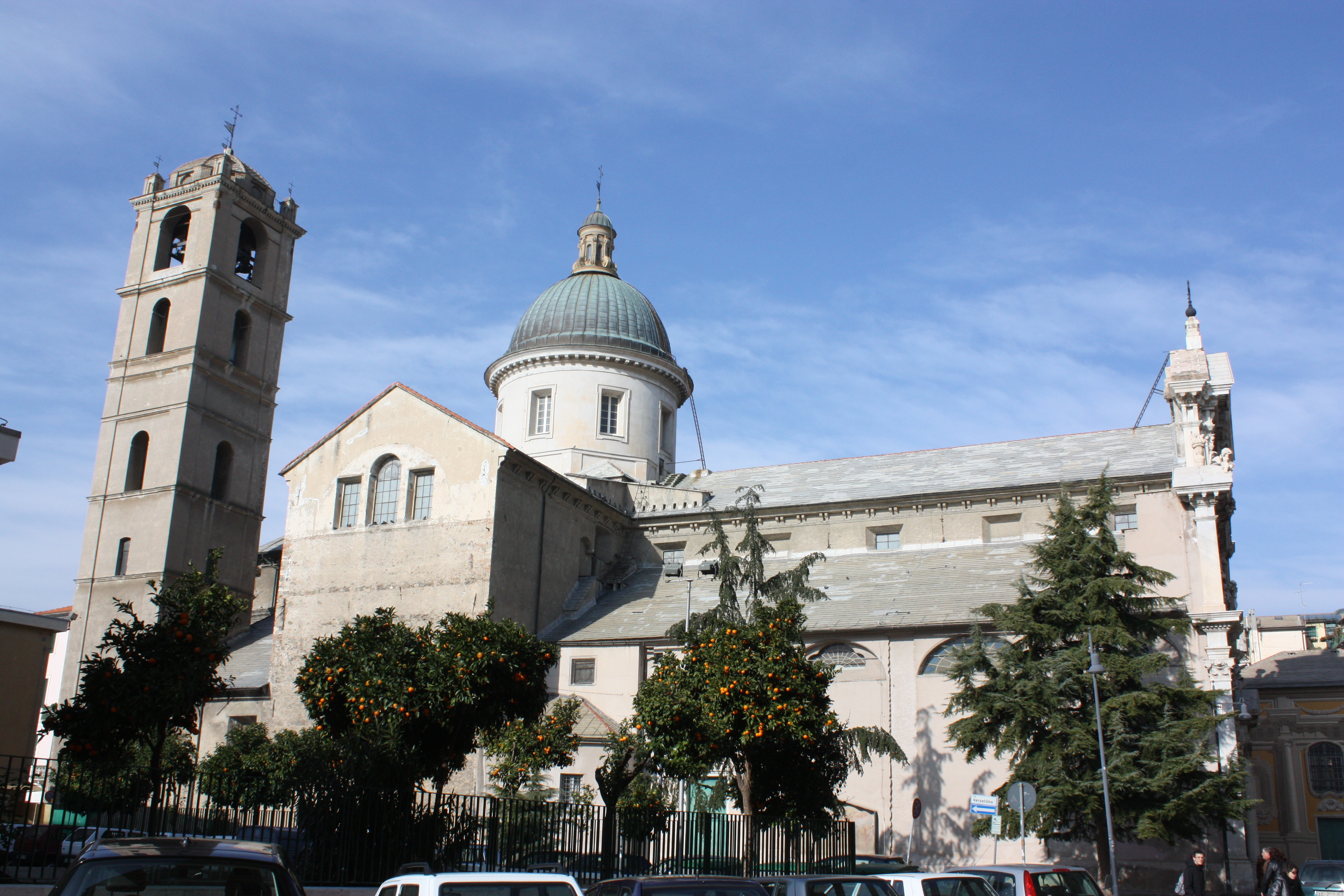
La cattedrale vista lateralmente

Misura 61 metri di lunghezza, 39 di larghezza ed è costituito da una pianta a croce latina divisa in tre navate. Le volte della navata centrale e del transetto sono a botte, mentre quelle delle navate laterali sono a crociera. Sulla crociera è presente una cupola con tamburo finestrato. Il campanile si trova sul lato destro e fu terminato solo nel 1929.

### Facciata
La facciata è neo-barocca e fu realizzata da Guglielmo Calderini tra il 1881 e il 1886. Presenta tre partiture verticali con altrettanti portali e tre registri orizzontali. Il portale esterno è del 1776 e fu inglobato nella facciata costruita oltre un secolo dopo. Presenta un gruppo dell'Assunta dell'abate Giovanni Antonio Cybei, 

### Interno

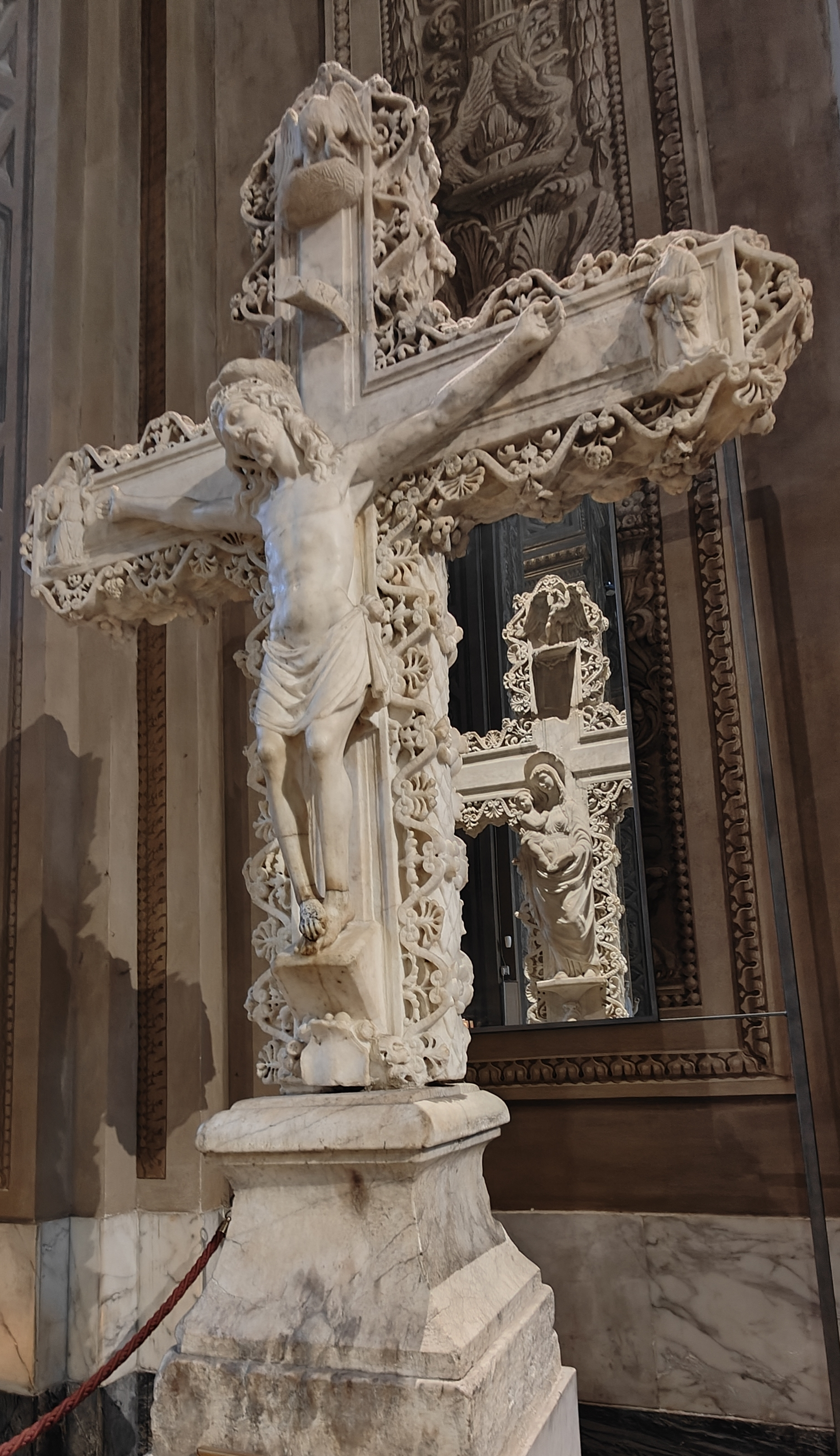
Crocifisso marmoreo, probabilmente del secolo XV con, sul retro, scolpita una Madonna con bambino. Lo specchio è stato installato dal dicembre 2022

In controfacciata spicca l'affresco di Gesù che scaccia i mercanti dal tempio, opera di Francesco Coghetti, autore anche degli affreschi della volta, del presbiterio e della cupola. 
Sempre in controfacciata, rispettivamente a sinistra e a destra, troviamo un crocefisso marmoreo di incerto autore, attribuito da  alcuni a Giacomo Molinari (1499-1517) recante sul recto anche una Madonna col Bambino e una fonte battesimale scavata intorno al XII secolo in un capitello bizantino in marmo di Cipro del VI secolo. Entrambi provengono dall'antica cattedrale di Savona. Di fronte al crocefisso, si nota un'imponente acquasantiera rinascimentale, dono di Giulio II nel XVI secolo alla precedente chiesa francescana.
Sulla volta a botte della navata centrale, presbiterio e transetto sono dipinte Storie della Vergine del Coghetti (1847). Sui pennacchi della cupola sono visibili quattro profeti e, nella cupola stessa, vari angeli, opere dello stesso Coghetti.
L'altare maggiore è del 1765, sormontato da un ciborio ottagonale opera di Orazio Grassi (prima metà del XVII secolo). Alle pareti si trovano due grossi quadri di Francesco Coghetti rappresentanti Giulio II che inizia la basilica di S. Pietro e Sisto IV benedicente la flotta contro i turchi. Anche il catino absidale, recante la Vergine Assunta, è dello stesso pittore, tutte opere del 1847. 

#### Pulpito
Il pulpito proveniente dall'antica cattedrale è attualmente collocato in capo alla navata addossato al pilastro sinistro. è un'opera marmorea di scultura rinascimentale a forma di calice a cassa esagonale con un lato aperto. I cinque rilievi, intercalati da erme angeliche, rappresentano le figure dei quattro Evangelisti,  a figura intera, seduti su scanni insistenti su basamenti rocciosi con accanto i loro simboli. Al centro San Paolo che predica a una folla. Sotto le grandi specchiature troviamo una serie di piccole figure a rilievo di Santi: San Pietro, San Giovanni Battista, San Gerolamo, San Gregorio Magno, Sant’Agostino e Sant’Ambrogio. l basamento è triangolare con tre sirene alate che sorreggono il fusto con quattro putti.
Fu realizzato tra il 1521 e il 1525 dallo scultore lombardo Antonio Maria Aprile e da Giovanni Angelo Molinari .

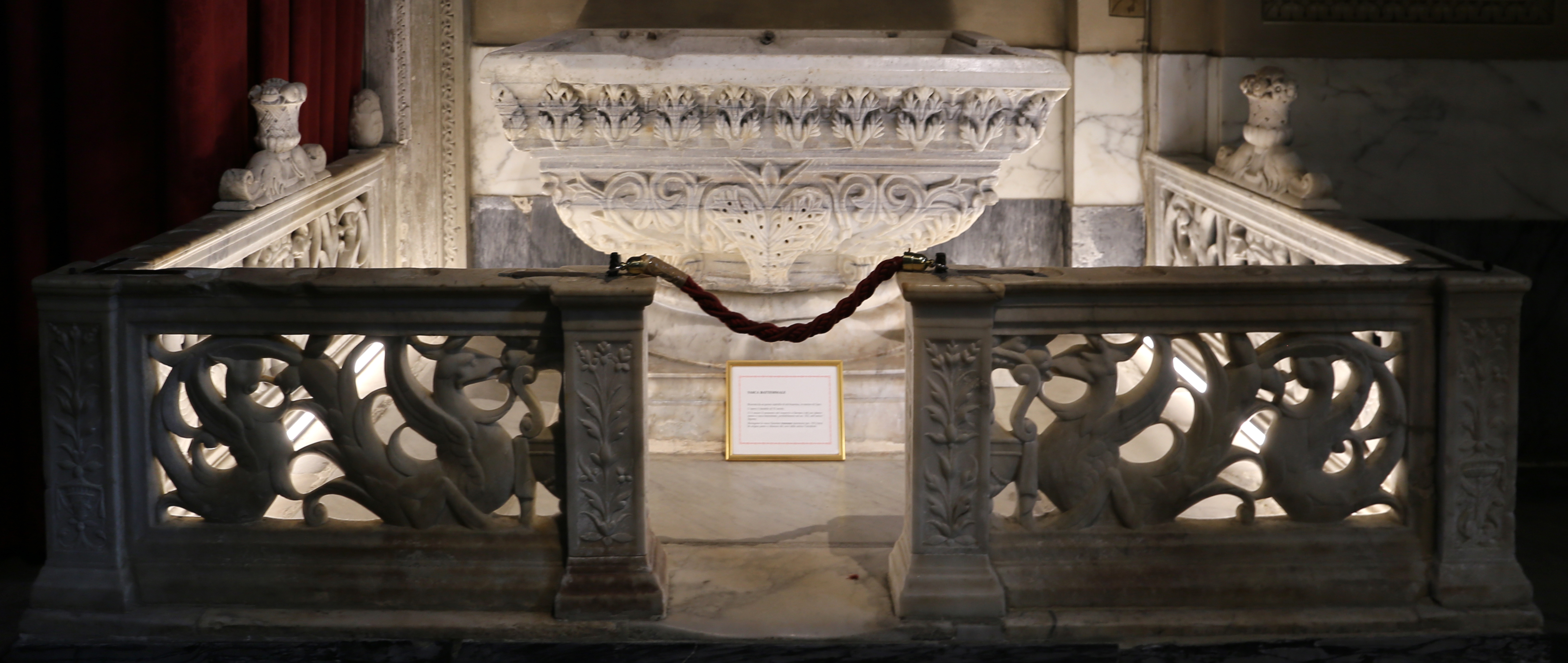
Vasca battesimale da un capitello bizantino in marmo cipriota del VI secolo, e transenne marmoree del XV secolo
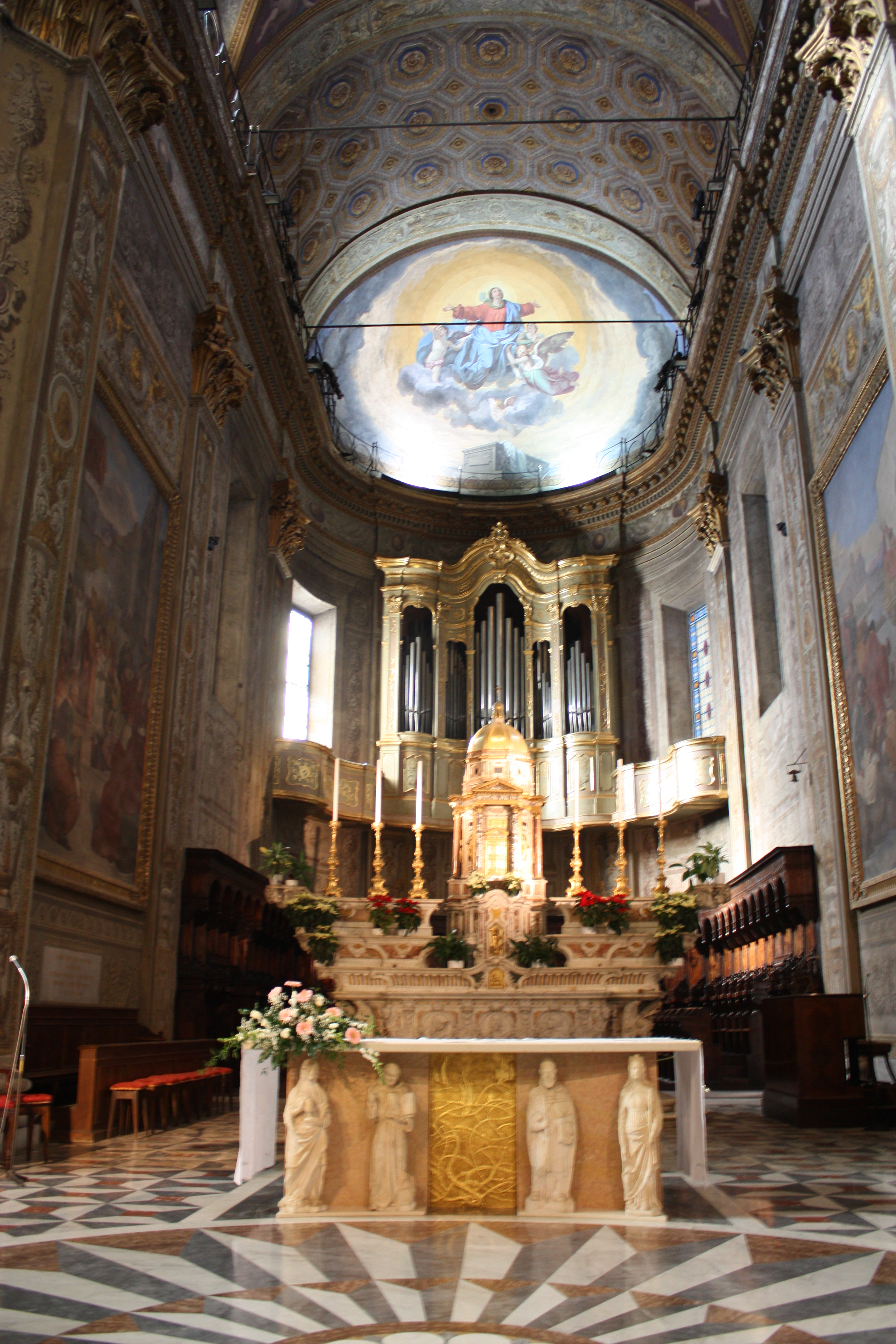
Il presbiterio e l'abside
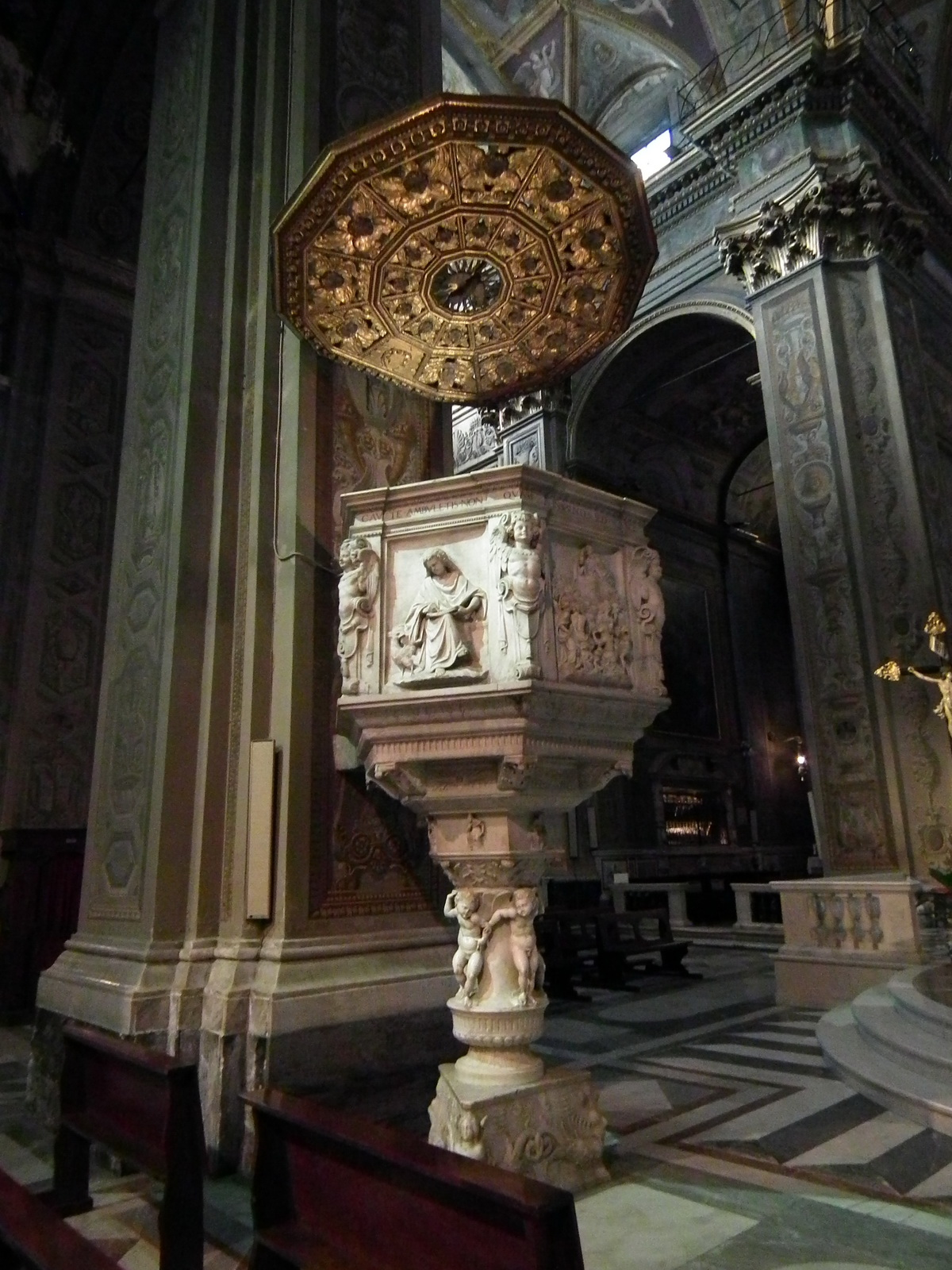
Il pulpito

#### Coro ligneo
Di particolare interesse è il complesso degli stalli del coro ligneo intarsiato, realizzato tra il 1500 e il 1521 per l'antica cattedrale gotica e riadattato nella nuova. Fu realizzato per volontà di Giuliano Della Rovere, all'epoca cardinale di S. Pietro in Vincoli e vescovo di Savona, divenuto in seguito Papa Giulio II, che volle farsi rappresentare nella tarsia. 
Il coro si compone attualmente di 37 stalli superiori e di 21 anteriori. Ogni stallo superiore è composto di un dossale raffigurante figure di santi a busto intero, sormontato da un baldacchino a lunetta con mensole e fregio, da un postergale, e da un sottosedile. Sono separati da paraste con elaborate decorazioni a candelabra. Gli stalli anteriori si compongono solamente di un postergale e di un sotto sedile decorati con tarsie che rappresentano nature morte con arredi sacri, libri liturgici, animali e frutta secondo la consuetudine della tarsia rinascimentale quattrocentesca. 
Dall'atto di commissione del coro, redatto il 30 gennaio 1500 risulta che furono stanziati inizialmente 1132 ducati d'oro, divisi in parti uguali tra la Repubblica di savona e Giuliano della Rovere. L'esecuzione fu affidata ad Anselmo de Fornari di Castelnuovo Scrivia ed Elia Rocchi, che lo realizzarono entro il 1514 sotto la direzione del primo, il quale si firma "Anselmus" e "Ans. For." ai lati degli stalli. 
Fu in seguito completato da Gian Michele Pantaleoni da Serravalle Scrivia che eseguì alcuni pannelli come schienali degli stalli, le porte d’accesso con la scena della Natività, utilizzate come porte della cappella della Madonna della Colonna e il leggio del 1517, con due intarsi raffiguranti una coppia putti che reggono le armi del Comune di Savona e quelle dei Della Rovere e il grande pancone di base, intarsiato con l’Adorazione dei Magi, Gesù fra i dottori, S. Pietro e S. Paolo. Le tarsie del Pantaleoni, probabilmente realizzate su cartoni di Albertino Piazza da Lodi, si distinguono per una tecnica che fa uso di legni pirografati, ossia lavorati a fuoco, che permette di raggiungere effetti più pittorici e raffinati .
In base alla netta differenza stilistica e tecnica, sono attribuiti al Pantaleoni anche due dossali. L'immagine di San Barnaba si differenzia per essere raffigurato intero, seduto su un alto sgabello, con un libro nella mano sinistra e una spada in quella destra, sullo sfondo d'un semplice vano invece dei paesaggi presenti nelle altre tarsie. Al centro del coro, di fattura particamente raffinata è il dossale con la Madonna che tiene in grembo Gesù bambino, e inginocchaito ai suoi piedi Giulio II della Rovere riceve da lui le chiavi simbolo del potere papale. L'imponenza della figura e i panneggi fluidi richiamano l'arte di Raffaello.  
Fu restaurato una prima volta dai fratelli Garassino nel 1862, i quali decorarono a tarsia le porte di accesso alla sacrestia e al campanile, mentre un restauro integrale fu compiuto tra il 2002 e il 2003.

#### Cappelle laterali
La navata laterale di destra comprende diverse cappelle: nella prima vi è l'Apparizione della Vergine a Savona del Ratti, nella seconda il Sacro Cuore di Paolo Gerolamo Brusco, nella terza Madonna con Bambino e angeli, Il sogno di Giacobbe del pittore romano Giovanni Baglione e Abramo con gli angeli del parmense Giovanni Lanfranco. Di seguito vi è la porta del chiostro sormontata da una tribuna di legno dorata da cui Pio VII seguiva le funzioni religiose durante il periodo di prigionia savonese (1809-1812) imposto da Napoleone. Nella quarta cappella si trova il monumento al vescovo Righetti di Renata Cuneo. Nella cappella del transetto domina l'altare seicentesco dedicato ai defunti, mentre nella cappella a destra del presbiterio si trovano una pala d'altare cinquecentesca e alcuni monumenti funebri di prelati.
Nella navata laterale di sinistra sono visibili nella prima cappella una pala seicentesca raffigurante San Francesco da Paola e affreschi del Brusco. Nella seconda cappella una pala d'altare della Adorazione dei Magi del genovese Bernardo Castello e nella terza il Martirio di sant'Orsola di un altro artista di Genova Giovanni Battista Paggi. A seguire vi è la porta laterale sormontata dal timpano trecentesco dell'antica cattedrale. 
Più suggestive e legate a vicende miracolose le altre tre cappelle. La quarta cappella mostra sull'altare la Madonna della Colonna, affresco medievale (1430-1440 circa) che si sarebbe staccato miracolosamente nel 1601 da una colonna della vecchia chiesa di San Francesco in demolizione. La cappella reca pale seicentesche quali la Presentazione di Maria al tempio, e la Annunciazione, ai lati, e altre storie della vita di Maria sulla volta). Ai lati della Madonna della Colonna pale seicentesche con Sant'Ambrogio e San Bernardo. 
La quinta cappella del transetto reca l'altare barocco (1663) della Madonna di Misericordia, qui portato nel 1870 dal demolito Convento delle Carmelitane scalze di Santa Teresa. Al centro la statua di Nostra Signora della Misericordia con ai piedi Antonio Botta inginocchiato, realizzato nel 1625 da Stefano Sormano per ricordare l'apparizione della Vergine al contandino Antonio Botta sulle alture di Savona nel 1536. Fu qui collocata solo nel XX secolo dalla porta della città di Bellaria. Anche gli affreschi del soffitto sono seicenteschi, mentre le statue di San Giuseppe col Bambino e San Giovanni Evangelista, così come le tele sulle pareti laterali con il Redentore che benedice i fanciulli e l'adultera, sono aggiunte ottocentesche.
La cappella a sinistra del presbiterio, dedicata al Santissimo Sacramento, espone l'urna con lo scheletro del beato Ottaviano, vescovo di Savona, il quale salvò la popolazione dalla peste e predisse l'apparizione di Maria. Le tele sono sei-settecentesche e quella al centro, di scuola romana, raffigura il Martirio di santo Stefano. 
La cattedrale conserva alcune reliquie di san Valentino Martire, patrono degli innamorati.

### Organo a canne
Sulla cantoria dell'abside, alle spalle dell'altare maggiore e sopra gli stalli lignei del coro, si trova l'organo a canne Mascioni opus 476, costruito nel 1935. Lo strumento, racchiuso entro la cassa del precedente strumento settecentesco, è a trasmissione elettrica, con tre tastiere di 61 note ciascuna e pedaliera concavo-radiale di 32 note.

## Galleria d'immagini

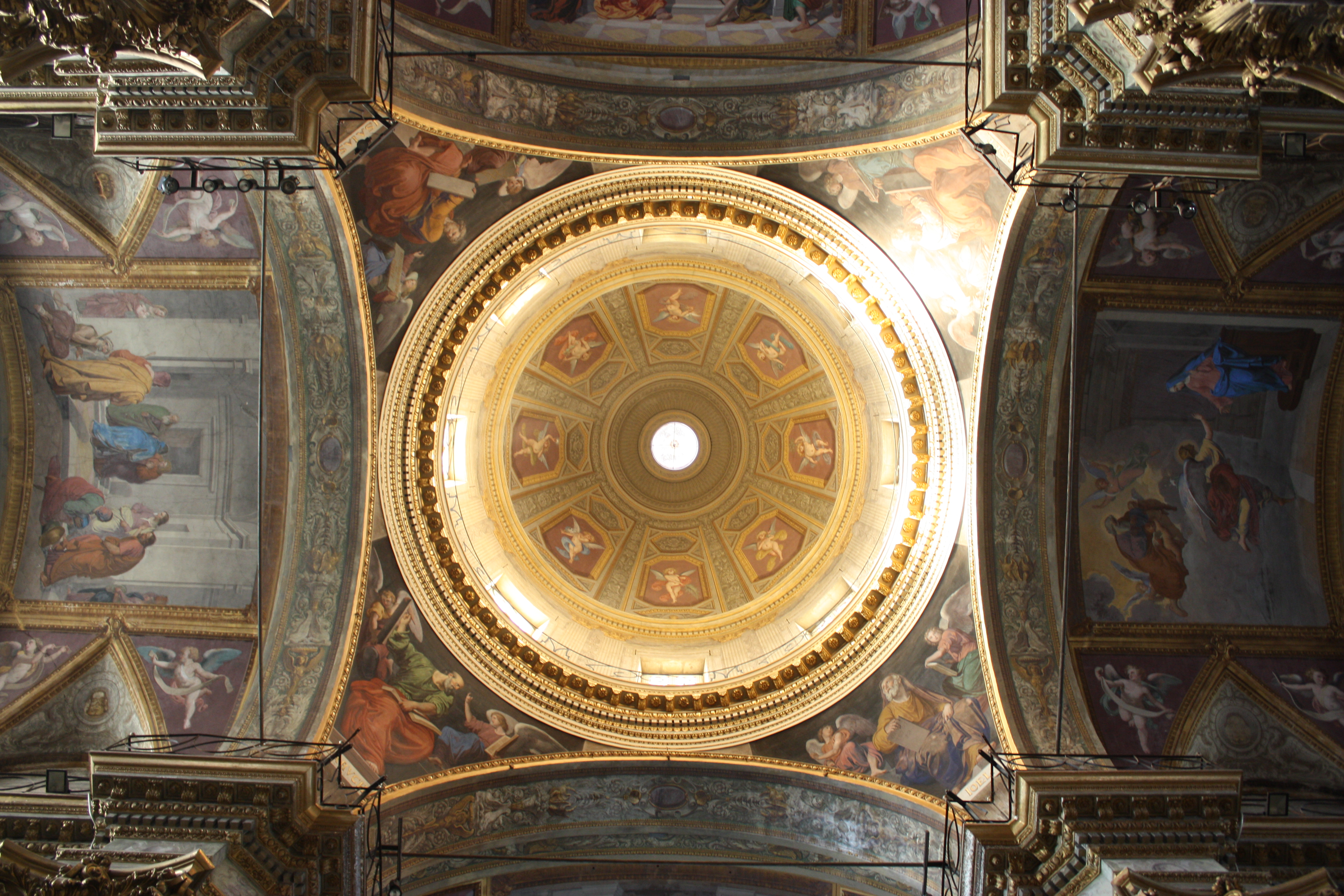
Interno della cupola
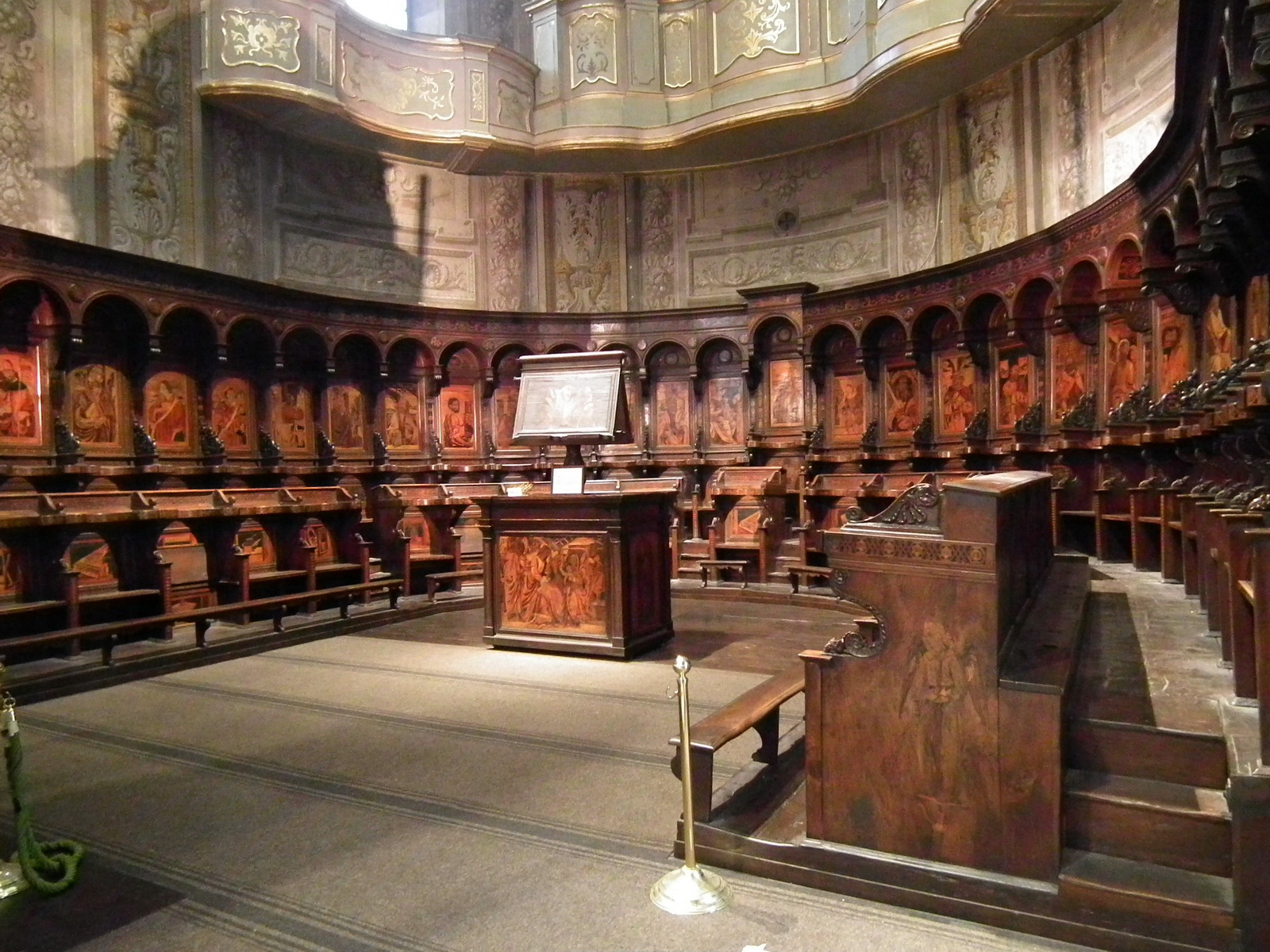
Gli stalli lignei del coro
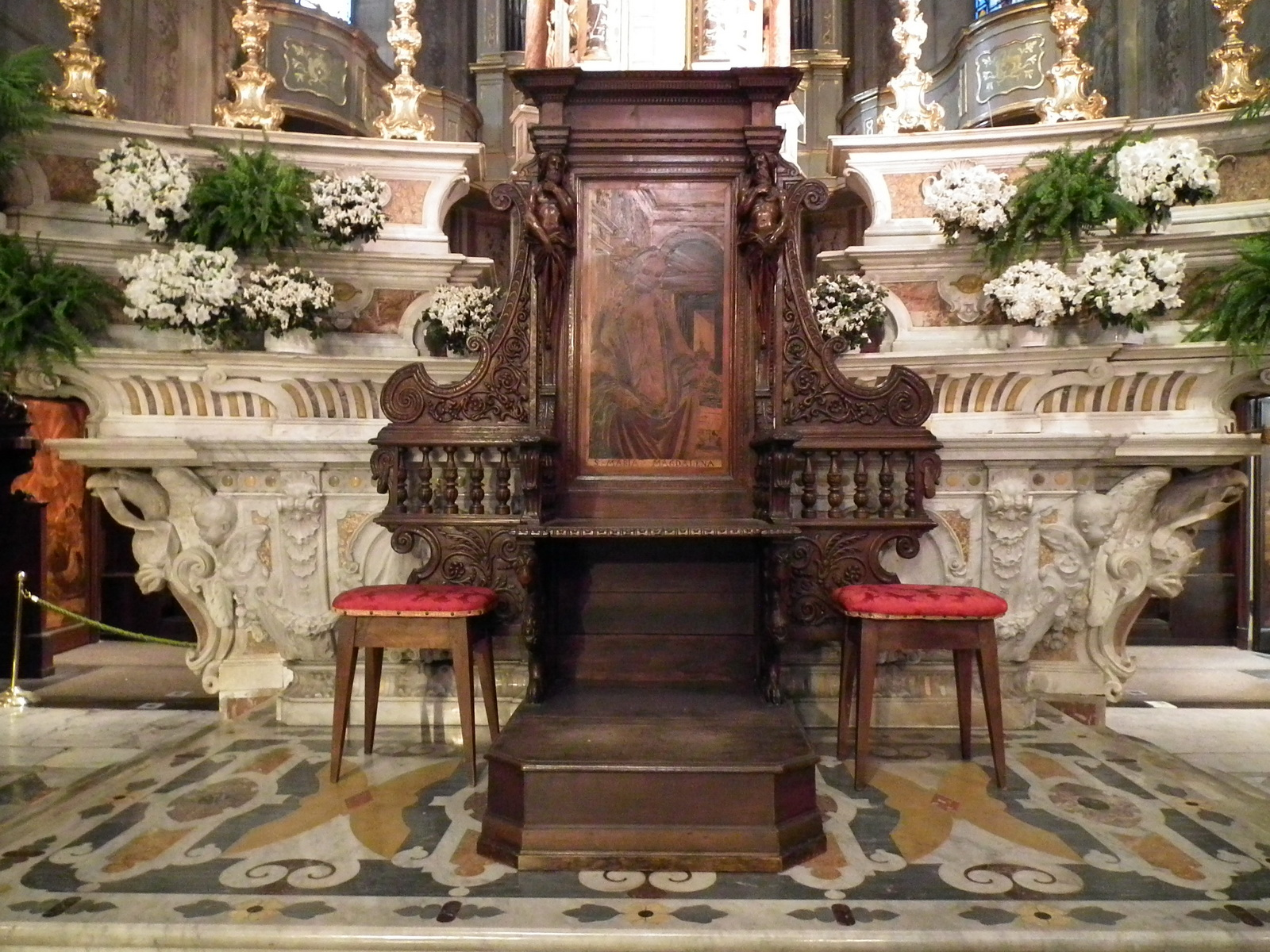
La cattedra
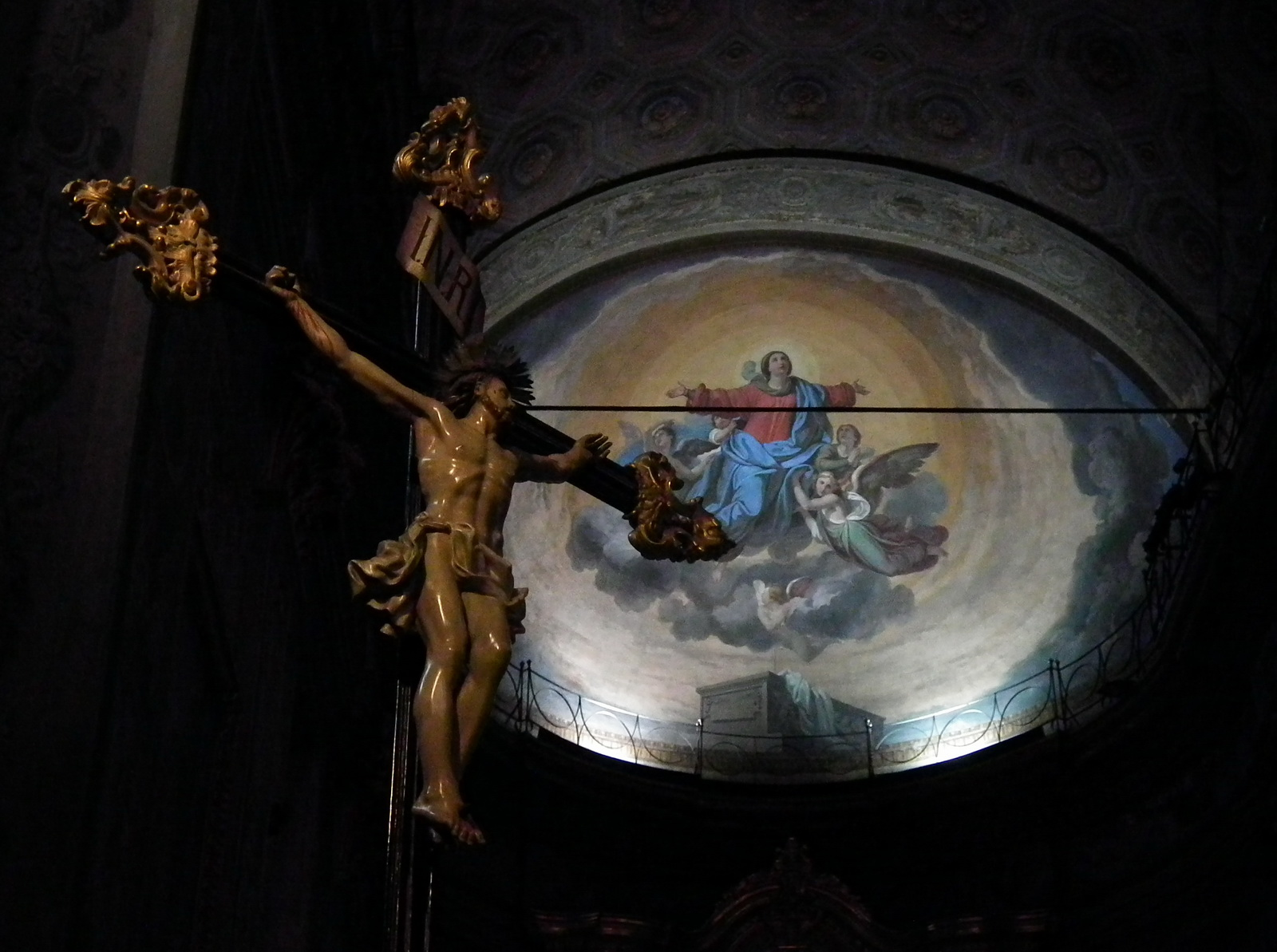
Il crocifisso e il catino absidale
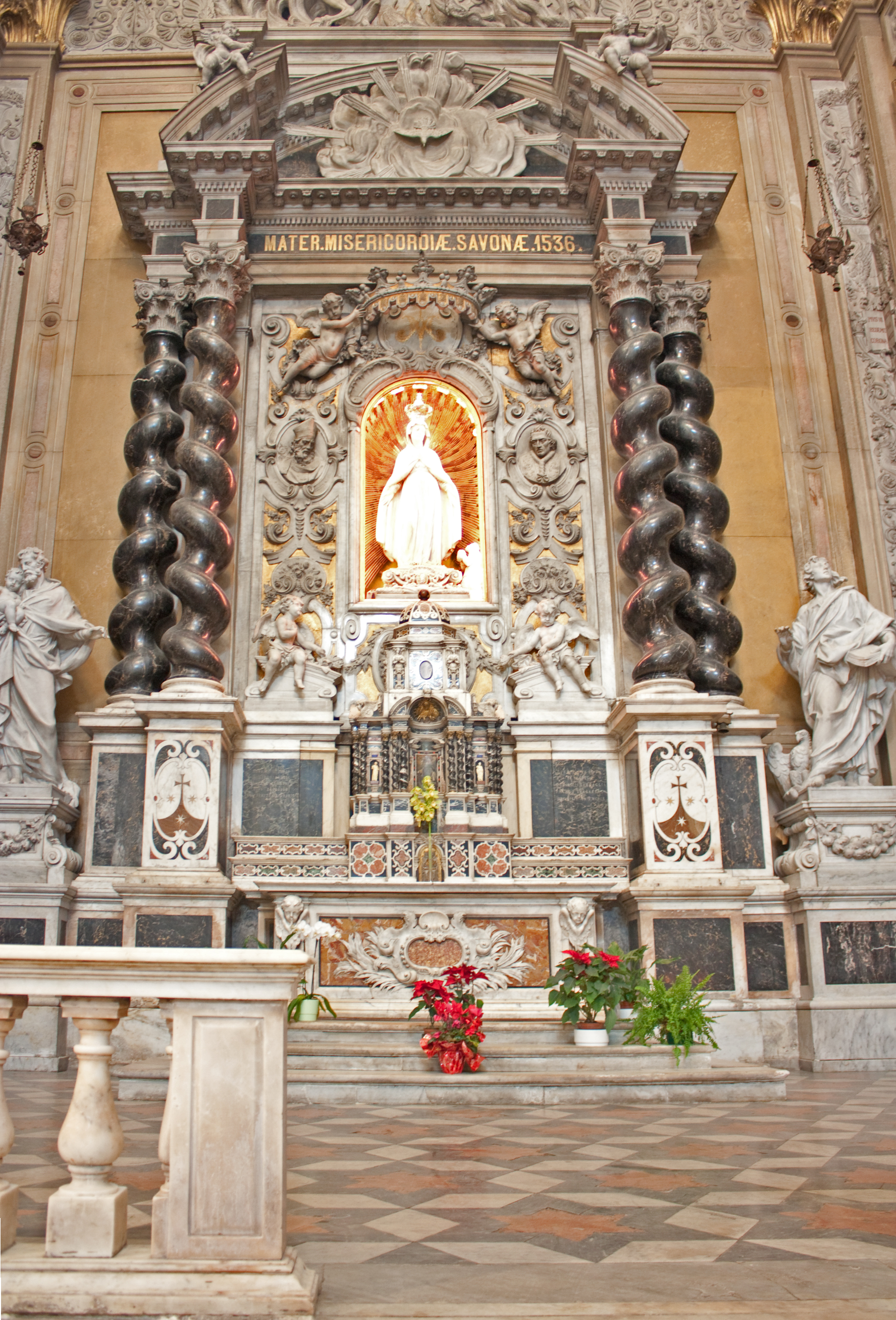
Cappella della Madonna della Misericordia
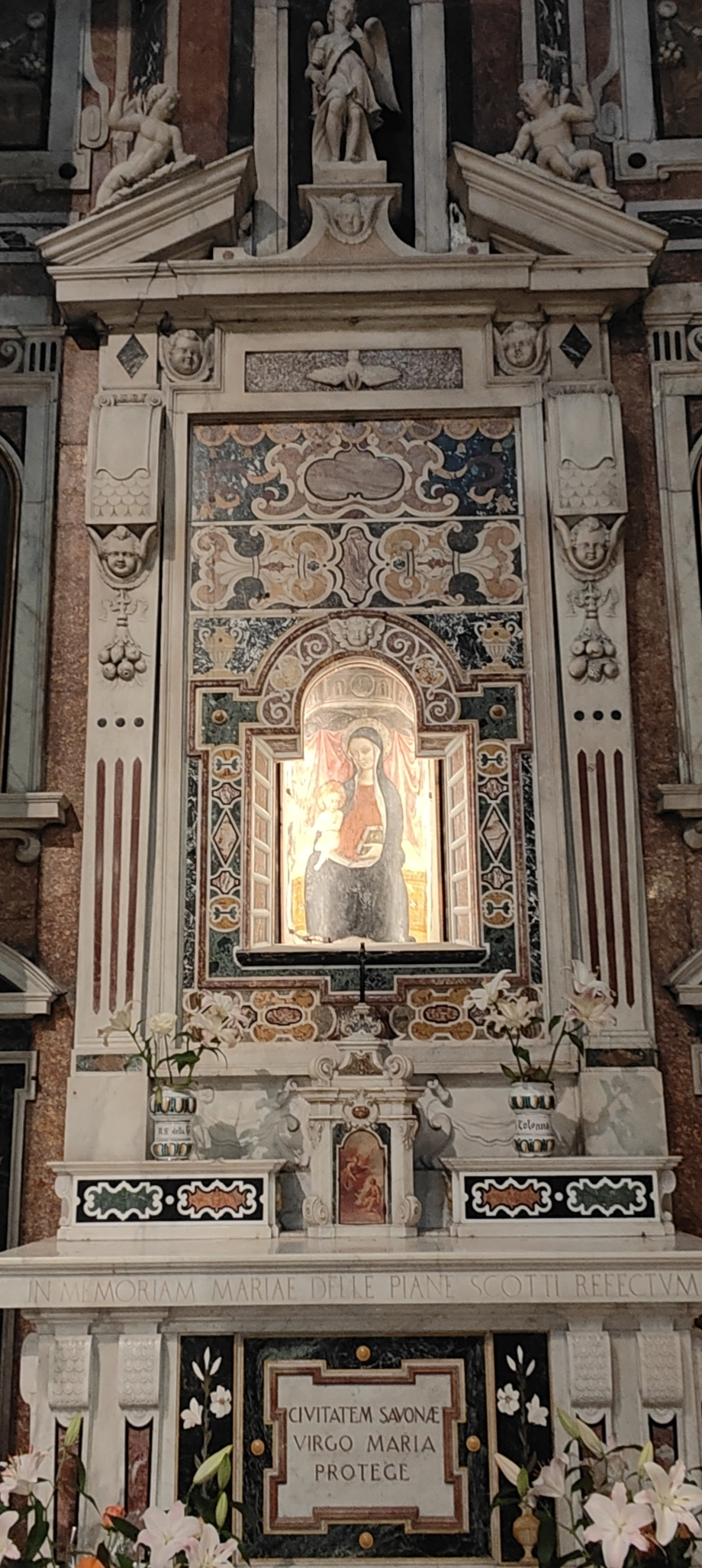
L'altare dedicato alla Madonna della colonna con l'immagine staccatasi il 24 marzo del 1601 dalla antica chiesa di San Francesco demolita per costruire la cattedrale. L'autore è ignoto (epoca 1430-40) anche se per alcuni attribuito ad Aurelio Robertelli